# تپه کپور چال
تپه کپور چال مربوط به هزاره ۱- دوران‌های تاریخی پس از اسلام است و در شهرستان بابل، روستای کپورچال واقع شده و این اثر در تاریخ ۱۰ مهر ۱۳۸۰ با شمارهٔ ثبت ۴۱۷۴ به‌عنوان یکی از آثار ملی ایران به ثبت رسیده است.